# Zoller Glacier
Zoller Glacier är en glaciär i Antarktis. Den ligger i Östantarktis. Nya Zeeland gör anspråk på området. Zoller Glacier ligger 1 359 meter över havet.
Terrängen runt Zoller Glacier är kuperad norrut, men söderut är den bergig. Trakten är obefolkad. Det finns inga samhällen i närheten. 